# Medil
(detto locale)
Medìl è una delle frazioni di Moena. Fino al 1928 faceva parte del territorio comunale di Forno, di cui era l'unica frazione. È una delle poche «vile» ad alta quota in Val di Fassa e in Val di Fiemme sfuggita agli insulti del tempo. 

## Geografia fisica
Attualmente è ridotto ad un minuscolo agglomerato di case e fienili sovrastante l'abitato di Forno, ma in passato la situazione era completamente differente.
Gode infatti di una posizione privilegiata verso Sud, e quindi, anche in inverno, i raggi del sole battono a lungo sull'abitato. Osservando fotografie e cartoline di inizio novecento, si può facilmente osservare, come accade in molte altre comunità montane, il riboscamento, ovvero le zone di pascolo e foraggio vengono progressivamente ripopolate dal bosco. Questo è dovuto al progressivo depopolamento ed all'abbandono dell'attività agricola, fatta eccezione per pochi eroici individui.

## Monumenti e luoghi d'interesse

### Architetture religiose
- Chiesa di Sant'Anna

### Altro
- La bomba (scarica) ritrovata dopo la prima guerra mondiale, e riadattata a campana, per segnalare la necessità di aiuto al sottostante paese di Forno.

## Galleria d'immagini

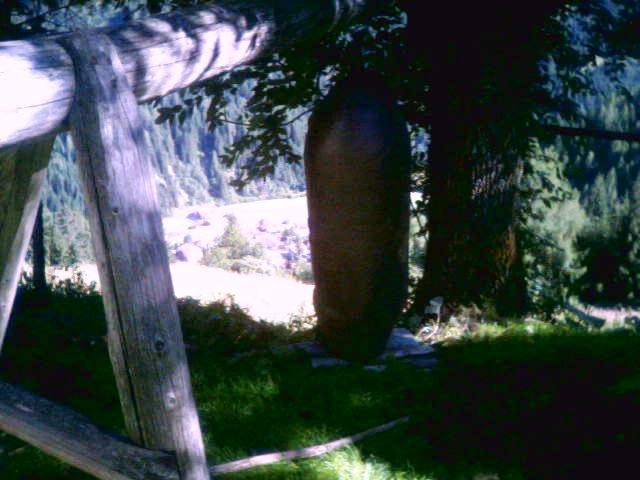
Bomba della prima guerra mondiale ritrovata a Medil.
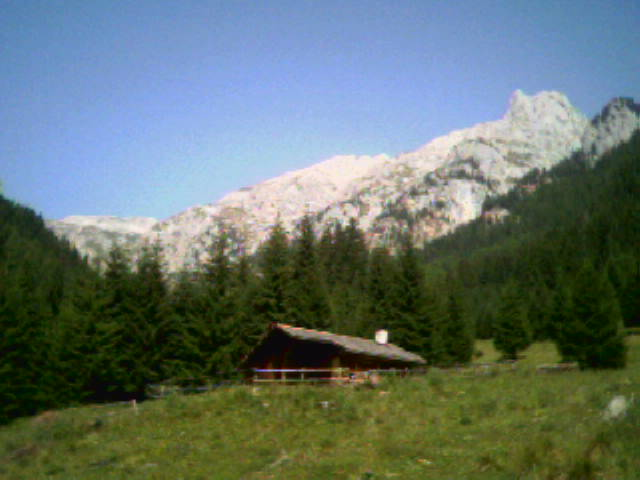
Malga Valsorda (bivacco).
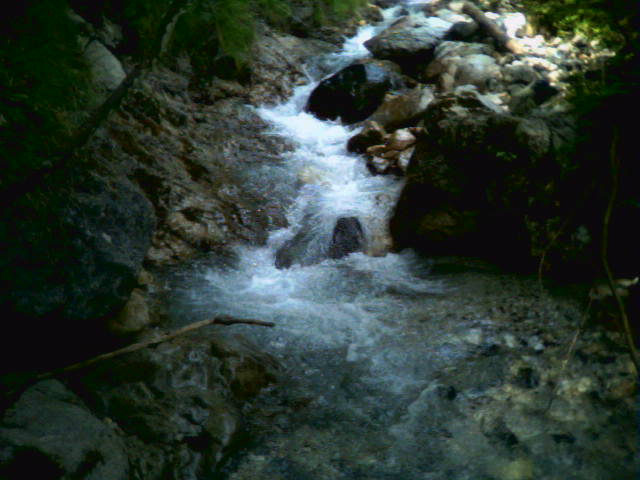
Piccola cascata lungo il corso del rio Valsorda.
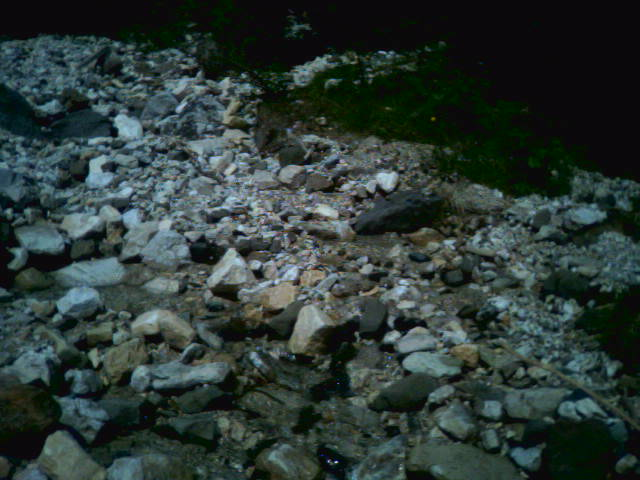
Una delle sorgenti del rio Valsorda.